# Wolfgang Maria Bauer
Wolfgang Maria Bauer (München, 9 juni 1963) is een Duitse televisieacteur en regisseur bekend door de Duitse politieserie Siska waarin hij na het verlaten van de serie door Peter Kremer die de rol van Peter Siska als zijn denkbeeldige broer speelde, de rol van politiecommissaris Siska overnam in 2004 onder de naam Viktor Siska.
Wolfgang Bauer studeerde filosofie, Duits en theaterstudie aan de Ludwig-Maximilians Universiteit in München en daarna 1987 tot 1990 had hij een opleiding aan de Staatliche Schauspielschule in Stuttgart. Daarna speelde hij in diverse theaters, waaronder drie jaar met het ensemble van het Bayerischen Staatstheaters in München en speelde hij in Romeo en Julia geregisseerd door Leander Haussmann de Mercutio. Van 2000 tot 2005 was hij een regisseur bij een theater in Heidelberg. 

## Geselecteerde filmografie
- 1992: Zum Greifen nah
- 1993–2015: Tatort (televisieserie)
  - 1993: Ein Sommernachtstraum
  - 1995: Rückfällig
  - 2010: Nie wieder frei sein
  - 2012: Der tiefe Schlaf
  - 2013: Die Fette Hoppe
  - 2015: Der Irre Iwan
- 1995: Kabel und Liebe
- 1995: Rückfällig
- 1996: Irren ist männlich
- 1996: Und keiner weint mir nach
- 1997: Die Musterknaben
- 1998: Der Schnapper
- 1998: Der Alte – Schlagt ihn tot
- 1999: Der Solist – Kein Weg zurück
- 2000: Ein starkes Team: Bankraub (televisiefilm)
- 2000: Der Alte – Der Schatten des Todes
- 2002: Die Rosenheim-Cops – Hopfen und Malz
- 2002: 666 – Traue keinem, mit dem du schläfst!
- 2003: Polizeiruf 110 – Tiefe Wunden
- 2005: Der Bulle von Tölz: Kochkünste
- 2004–2008: Siska (televisieserie)
- 2008: Die Rosenheim-Cops: Eine Mordsrechnung (televisieserie)
- 2009: Pfarrer Braun – Glück auf! Der Mörder kommt!
- 2010: Das Traumschiff – Indian Summer (televisiefilm)
- 2010: Die Zeit der Kraniche (televisiefilm)
- 2011, 2017: SOKO 5113
- 2011: Die Dienstagsfrauen … auf dem Jakobsweg zur wahren Freundschaft
- 2011: Marie Brand und der Moment des Todes
- 2012: Die Wand
- 2013: München 7
- 2013: Der große Schwindel
- 2013: Borgia (televisieserie)
- 2014: Pfarrer Braun: Brauns Heimkehr
- 2014: Crossing Lines: Undercover (televisieserie)
- 2015: Letzte Spur Berlin – Monster (televisieserie)
- 2015: Kommissarin Lucas – Der Wald (televisieserie)
- 2016: Polizeiruf 110 – Und vergib uns unsere Schuld
- 2016: Das Verschwinden (televisiefilm)
- 2016: Großstadtrevier (televisieserie, 1 aflevering)
- 2017: Hindafing (televisieserie)
- 2017–2019, 2022: Marie fängt Feuer (televisieserie, 10 afleveringen)
- 2018: Kill Me Today, Tomorrow I’m Sick! (bioscoopfilm)
- 2019: Hubert ohne Staller (Fernsehserie, 1 aflevering)
- 2019: In aller Freundschaft – Die jungen Ärzte – Ganz in Weiß (televisiefilm)
- 2020: Unter Verdacht: Evas letzter Gang
- 2020: In aller Freundschaft - Achterbahn (televisieserie)
- 2020: Wilsberg - Alles Lüge (televisieserie)
- 2020: Frühling – Liebe hinter geschlossenen Vorhängen
- 2021: Nie zu spät
- 2022: SOKO Stuttgart - Vater gesucht (televisieserie)
- 2022: Die Kanzlei - Der Wert des Lebens (televisieserie)
- 2024: Halb Zehn

## Werken (selectie)
- Der Schatten eines Fluges – Die Geschichte von Mathias Kneißl
- Der Zikadenzüchter
- In den Augen eines Fremden
- Julie, Traum und Rausch (gebaseerd op motieven van August Strindberg …)
- Kirsche in Not!
- Nanou
- Späte Wut
- Wir hätten gewinnen müssen
- Der Brandner Kaspar kehrt zurück

## Theaterstukken als regisseur (selectie)
- 1999: Don Carlos van F. Schiller in het Deutschen Nationaltheater Weimar
- 1999: Die Räuber van F. Schiller in het Theater der Stadt Heidelberg
- 2000: Gespenster van Henrik Ibsen in het Theater der Stadt Heidelberg
- 2001: Caligula van Albert Camus in het Theater der Stadt Heidelberg
- 2001: Hamlet van William Shakespeare in het Theater der Stadt Heidelberg
- 2001: Glaube Liebe Hoffnung van Ödön von Horváth in het Münchner Volkstheater
- 2002: Die Jungfrau von Orleans van F. Schiller in het Theater der Stadt Heidelberg
- 2006: Die Möwe van A. Tschechow bij de Luisenburg-Festspiele
- 2007: Im weißen Rößl van Ralph Benatzky in het Theater Heilbronn
- 2008: Bunbury van O. Wilde in het Theater Heilbronn
- 2011/2012: Tolles Geld oder Armut ist keine Schande van Alexandr N. Ostrowskis in het Anhaltischen Theater Dessau
- 2012: Preparadise sorry now van Rainer Werner Fassbinder in het Schauspiel Leipzig
- 2014: Iphigenie auf Tauris van Johann Wolfgang von Goethe bij de Luisenburg-Festspiele
- 2023: Leben des Galilei van Bertolt Brecht in het Landestheater Niederbayern
- 2023: Der Brandner Kaspar 2 – Er kehrt zurück van Wolfgang Maria Bauer bij de Luisenburg-Festspiele

## Theaterstukken als acteur (selectie)
- 1993: Mercutio in Romeo und Julia van William Shakespeare in het Residenztheater München, uitgevoerd door Leander Haußmann
- 1998: St. Just in Dantons Tod van Georg Büchner bij de Salzburger Festspiele en Berliner Ensemble, uitgevoerd door Robert Wilson
- 1999: Edmund in König Lear van William Shakespeare in het Deutsche Schauspielhaus Hamburg, uitgevoerd door Dimiter Gotscheff
- 2005: Adam Brant in Trauer muss Elektra tragen van Eugene O’Neill in het Theater Bonn, uitgevoerd door Klaus Weise
- 2010: Rechter Brack in Hedda Gabler van Henrik Ibsen in het Theater Bonn, uitgevoerd door Klaus Weise
- 2011: Isak Jakobi in Fanny und Alexander van Ingmar Bergman in het Central Theater Leipzig, uitgevoerd door Sebastian Hartmann
- 2012: Thomas Mayr in Magdalena van Ludwig Thoma in het Münchner Volkstheater, uitgevoerd door Maximilian Brückner

## Onderscheidingen
- 1993: Dr.-Otto-Kasten-prijs
- 1994: Dramatikerpreis des Deutschen Goethe-Instituts in het kader van de 19e Mülheim Theater Days STÜCKE 94 voor 'In den Augen eines Fremden'.
- 1995: Bayerischer Staatspreis voor toneelspel
- 1998: Bayerischer Kunstförderpreis voor literatuur

- Gemeinsame Normdatei: 121348768
- International Standard Name Identifier: 0000 0004 3181 1068
- Library of Congress Control Number: no2018073358
- Système universitaire de documentation: 070390592
- Virtual International Authority File: 47615706
- WorldCat: E39PBJh8Qv9WHmYWxCft4H6xjC